# 藤原ナミ
藤原 ナミ（ふじわら ナミ、2000年2月2日 - ）は、日本のグラビアアイドル、タレント。岐阜県出身。スリーケット所属。旧名義は藤原 なみ。

## 略歴
2022年4月、スリーケットにスカウトされ、同年5月5日に「藤原なみ」名義でグラビアデビュー。
2022年11月22日、1stDVD『1st Impact ハイクラス美BODY』（エアーコントロール）を発売。
2023年7月、「ヤンマガGリーグ！ むちグラ編」に参戦。
2024年4月、「藤原ナミ」名義に改名する。
2025年2月4日、総合誌『Asagei SECRET』（徳間書店）主催のグラビアミスコン「ミスSECRET 2025」にて準グランプリを受賞した。

## 人物
- 趣味は映画、アニメ鑑賞、ゲーム[2]。
- 幼少からグラビア活動への憧れを抱いていたが、20歳になったときに「やっぱり東京に行って夢をつかみたい！」と上京し、2年ほどカフェ店員として働いていたところ、2022年4月にスカウトされた[4]。
- 憧れのグラビアアイドルに森咲智美、東雲うみ、小日向ゆかを挙げている[4]。

## 作品

### イメージビデオ
藤原なみ 名義
- 1st Impact ハイクラス美BODY（2022年11月22日、エアーコントロール）
- ミルキー・グラマー（2023年4月21日、竹書房）

藤原ナミ 名義
- なみいろ（2024年4月24日、スパイスビジュアル）
- WAVE（2024年8月30日、竹書房）
- NEW WAVE〜癒すらぎの報酬〜（2024年12月25日、ブレイン）
- 欲望の成果（2025年5月25日、ブレイン）
- 蕩けるカラダ（2025年10月10日、ラインコミュニケーションズ）

### デジタル写真集
藤原なみ 名義
- 週刊GIRLS-PEDIA 051（2023年1月1日、KADOKAWA）
- 極上スタイル（2023年7月28日、竹書房［Bamboo e-Book］）

藤原ナミ 名義
- なみいろ（2024年10月3日、スパイスビジュアル）
- Kiss You（2024年11月4日、エー・ビー・エンターテイメント）